# Christopher Vivell
Christopher Vivell (Karlsruhe, Baden-Württemberg, 1986. december 15. –) német labdarúgó, szakmai igazgató és játékosbeszerzési szakértő.

## Pályafutása
Játékosként a Karlsruhe utánpótlás-csapatában kezdte karrierjét, ahonnan leszerződtette az amatőr ASV Durlach, ahol pályafutása nagy részét játszotta. Szerepelt még a Spielberg, a Graben és az Ettlingenweier színeiben. 2015-ben vonult vissza.
Már visszavonulása előtt elkezdett dolgozni különböző kluboknak, a világ egyik legjobb játékosfelderítője és játékosbeszerzési szakértője lett. A Hoffenheimnél 2010-ben kezdte meg munkáját videóelemzőként, mielőtt 2015-ben az Red Bull Salzburg leigazolta a csapat felderítőhálózata igazgatójának. Ebben az időszakban legnagyobb sikerei közé tartoztak Erling Haaland,  Benjamin Šeško, Dayot Upamecano, Karim Adeyemi és Szoboszlai Dominik leszerződtetése. 2020-ban a Red Bull egyik másik csapatához, a Leipzig-hez helyezték át. Az Ausztriában és Németországban elért sikerei következtében lett 2022-ben Chelsea szakmai igazgatója. 2023-ban elhagyta a csapatot, miután a neki ígért szerepe nem egyezett meg azzal, amit végül betöltött.
2024 nyarán a Manchester United átmenetileg leszerződtette, mint a csapat globális tehetségmegfigyelési ágának igazgatója, amely pozíciót 2025 februárjában véglegesítettek, Dan Ashworth távozása után nagyobb szerepet kapva, játékosbeszerzési igazgató címen.

## Sikerek és díjak
ASV Durlach
- Baden-kupa: 2007–2008